# Káňčipuram
Káňčipuram (tamilsky காஞ்சிபுரம, hindsky कांचीपुरम, anglicky Kanchipuram, Kanchi nebo Conjeevaram) je město v indickém svazovém státě Tamilnádu. Leží jihozápadně od Čennaí na severním břehu řeky Palar. K roku 2011 mělo 165 tisíc trvalých obyvatel. V hinduismu, zejména ve višnuismu, je významným poutním místem.